# Fortunato Pasquetti

Gerolamo Querini, Pinacoteca Querini Stampalia

Fortunato Pasquetti, né en 1690 à Venise et mort en 1773 à Portogruaro, est un peintre italien de la période rococo. Il est connu pour ses portraits officiels de la royauté et du patriciat vénitien. Il est né à Venise et mort à Portogruaro. Il a été formé par Niccolò Cassana. Il a peint un portrait de Charles VI, empereur du Saint-Empire romain germanique.